# Graaff-Reinet
Graaff-Reinet fou un establiment fundat pels holandesos el 1760, al nord de la seva colònia del Cap de Bona Esperança. El districte va rebre una carta de drets de la Companyia de les Índies Orientals Holandeses el 1785 adoptant el nom de Graaff-Reinet del governador Cornelis Jacob Van de Graaf (de nom matern Reynet), i un comissionat fou nomenat per governar el territori. L'administració de la companyia fou corrupta i va portar a la desafecció dels pobladors.
El 1795 els xhosa de la regió van començar una sèrie d'atacs per frenar l'expansió europea; per rebaixar la tensió el comissionat H.C.D. Maynier va intentar negociar amb els xhosa, però aquestos no van cedir i van continuar els atacs. Llavors els bòers, enfurismats, van formar un comitè d'emergència dirigit per Adriaan Van Jaarsfeld (1745-1801) i Fiedrich Carl David Gerotz (1739-1828) com a nacional Landdrost (6 de febrer de 1795) i van foragitar al comissionat Maynier. Similar actitud van tenir els bòers de Swellendam. Un nou comissionat va arribar quan tres-cents bòers estaven a punt per fer un atac de càstig contra els xhosa, i com que no hi va voler donar suport, els colons el van expulsar igualment i van proclamar la independència de la regió. Abans de poder reaccionar, els holandesos es van haver d'enfrontar als britànics.
L'agost d'aquell mateix any els britànics van ocupar la colònia del Cap i van demanar als bòers de jurar fidelitat a la corona britànica, cosa que els bòers van refusar i van demanar ajut a un vaixell francès ancorat a la badia de Delagoa, sense èxit. Els britànics van fer diversos atacs que van devastar l'economia de Graaff-Reinet i tanmateix va esclatar una nova guerra amb els xhosa. Finalment els bòers es van rendir al coronel (després general) J. O. Vandeleur (22 d'agost de 1796)
El gener de 1799 el cap bòer Marthinus Prinsloo, es va revoltar novament però es va haver de rendir l'abril següent i fou empresonat junt amb 19 companys a Ciutat del Cap. Pinsloo i un altre líder foren condemnats a mort, i la resta al desterrament, sentències que no es van executar.
Els bòers es van revoltar una altra vegada el 1801, però la situació fou dominada per les conciliatòries mesures del governador interí del Cap de Bona Esperança, general F. Dundas
La sobirania del Cap fou retornada a Holanda (ara República Batava) el març del 1803, i els bòers presoners foren alliberats, però esgotats, van acceptar la sobirania de la nova república. Quan van tornar els britànics els bòers de Graaf-Reinet van participar en el Gran Trek (1835-1842).